# Anopsicus silvanus
Anopsicus silvanus là một loài nhện trong họ Pholcidae. Loài này được phát hiện ở Belize.